# 西合休乡
西合休乡，是中华人民共和国新疆维吾尔自治区喀什地区叶城县下辖的一个乡镇级行政单位。

## 行政区划
西合休乡下辖以下地区：
帕合甫村、西合休村、博隆村、尤隆村、巴什却普村、阿亚格却普村、亚尔阿格孜村、库兰阿古村和热斯喀木村。